# WLAF Russia 2019
La WLAF Russia 2019 è la 1ª edizione dell'omonimo torneo di football americano.

## Squadre partecipanti
| Club                    | Città                  | Stadio | Sponsor ufficiale | Risultato nella stagione 2018 |
| ----------------------- | ---------------------- | ------ | ----------------- | ----------------------------- |
| Ekaterinburg Mad Wolves | Ekaterinburg           |        |                   |                               |
| Far East Team           | Vladivostok/Chabarovsk |        |                   |                               |
| Moscow Unicorns         | Mosca                  |        |                   |                               |
| Sechenov Phoenix        | Mosca                  |        |                   |                               |

## Calendario

### 1ª giornata
| Mosca 29 settembre 2019, ore 14:30 | Ekaterinburg Mad Wolves | 0 – 40 | Moscow Unicorns |  |

### 2ª giornata
| Mosca 5 ottobre 2019, ore 14:30 | Far East Team | 60 – 6 | Ekaterinburg Mad Wolves |  |

| Mosca 6 ottobre 2019, ore 14:30 | Sechenov Phoenix | 0 – 10 | Ekaterinburg Mad Wolves |  |

### 3ª giornata
| Mosca 9 ottobre 2019, ore 20:15 | Far East Team | 0 – 30 | Moscow Unicorns |  |

### 4ª giornata
| Mosca 13 ottobre 2019, ore 14:30 | Sechenov Phoenix | 0 – 48 | Far East Team |  |

### 5ª giornata
| Mosca 20 ottobre 2019, ore 14:30 | Sechenov Phoenix | 0 – 50 | Moscow Unicorns |  |

## Classifica
La classifica della regular season è la seguente:
- PCT = percentuale di vittorie, G = partite giocate, V = partite vinte,  P = partite perse, PF = punti fatti, PS = punti subiti

| Pos. | Squadra                 | PCT   | G | V | N | P | PF  | PS  |
| ---- | ----------------------- | ----- | - | - | - | - | --- | --- |
| 1    | Moscow Unicorns         | 1.000 | 3 | 3 | 0 | 0 | 120 | 0   |
| 2    | Far East Team           | .667  | 3 | 2 | 0 | 1 | 108 | 36  |
| 3    | Ekaterinburg Mad Wolves | .333  | 3 | 1 | 0 | 2 | 16  | 100 |
| 4    | Sechenov Phoenix        | .000  | 3 | 0 | 0 | 3 | 0   | 108 |

## Verdetti
- Moscow Unicorns Campionesse della WLAF Russia 2019